# Republicans Independents
Els Republicans Independents van ser una formació política francesa de caràcter conservador, creada com a grup el 1962 però que no va prendre forma de partit polític fins al 1966.

## Quarta República
Es tractava inicialment d'un grup de polítics francesos conservadors, que es van reunir durant la IV República, i la característica comuna de la qual era la seva negativa a participar en el Partit Republicà de la Llibertat (PRL). Els Republicans Independents d'aquesta època es van adherir al Centre Nacional d'Independents i Camperols (CNIC) en 1949.

## Cinquena República
Una part del CNIC, agrupada al voltant de Valéry Giscard d'Estaing, s'escindí després de la moció de censura al govern de Georges Pompidou el 1962. Aquest Comitè d'Estudis i Unió dels Republicans Independents es constituïx en Federació Nacional de Republicans i Independents (FNRI) en 1966 dirigida per Michel Poniatowski, força que donarà suport als gaullistes (UNR-UDT que després va passar a ésser UDR). La FNRI es converteix en Partit Republicà i Republicà Independent (PRRI), i passa a ser anomenat Partit Republicà (PR) en 1977. Els Joves Republicans Independents (JRI), el Moviment de Joves Giscardians (MJG) i després Generació Social i Liberal (GSL, del que han estat responsables entre altres Jean-Pierre Raffarin i Patrick Poivre d'Arvor) han constituït els moviments juvenils dels RI.
A les eleccions presidencials franceses de 1974 van donar suport la candidatura de Valéry Giscard d'Estaing. El 2002 les restes del grup es van unir a la Unió pel Moviment Popular (UMP).
|      | Républicains indépendants | Républicains indépendants | Républicains indépendants | Républicains indépendants | Républicains indépendants | Parti républicain   | Parti républicain   | Parti républicain | Parti républicain | Parti républicain | Parti républicain | Parti républicain | Parti républicain | Démocratie libérale | Démocratie libérale |               |      |      |      |
| 1966 | 1966                      | 1966                      | 1974                      | 1974                      | 1977                      | 1977                | 1988                | 1988              | 1990              | 1990              | 1995              | 1995              | 1997              | 1997                | 2002                | 2002          | 2002 |      |      |
|      | Valéry Giscard d'Estaing  | Valéry Giscard d'Estaing  | Valéry Giscard d'Estaing  | Michel Poniatowski        | Michel Poniatowski        | Jean-Pierre Soisson | Jean-Pierre Soisson | François Léotard  | François Léotard  | Gérard Longuet    | Gérard Longuet    | François Léotard  | François Léotard  | Alain Madelin       | Alain Madelin       | Alain Madelin |      |      |      |
| 1978 | 1978                      | 1978                      | 1978                      | 1978                      | 1978                      | 1978                | Période UDF         | Période UDF       | Période UDF       | Période UDF       | Période UDF       | Période UDF       | Période UDF       | Période UDF         | 1998                | 1998          | 1998 | 1998 | 1998 |

## Resultats electorals

### Eleccions Presidencials
| Any  | Candidat          | 1a volta  | 1a volta   | 2a volta   | 2a volta    | Resultat |
| Any  | Candidat          | Vots      | %          | Vots       | %           | Resultat |
| ---- | ----------------- | --------- | ---------- | ---------- | ----------- | -------- |
| 1974 | Giscard d'Estaing | 8,326,774 | 32,6 / 100 | 13,396,203 | 50,81 / 100 | Elegit   |

### Eleccions legislatives
| Any  | Líder             | 1a volta  | 1a volta | 2a volta   | 2a volta | Escons   | +/− | Govern   |
| Any  | Líder             | Vots      | %        | Vots       | %        | Escons   | +/− | Govern   |
| ---- | ----------------- | --------- | -------- | ---------- | -------- | -------- | --- | -------- |
| 1962 | Giscard d'Estaing | 1,089,348 | 5.94     | 1,444,666  | 9.46     | 27 / 491 | 27  | Coalició |
| 1967 | Giscard d'Estaing | 8,448,082 | 37.73    | 7,972,908  | 42.60    | 42 / 491 | 15  | Coalició |
| 1968 | Giscard d'Estaing | 9,667,532 | 43.65    | 6,762,170  | 46.39    | 61 / 491 | 19  | Coalició |
| 1973 | Giscard d'Estaing | 8,242,661 | 34.68    | 10,701,135 | 45.62    | 55 / 491 | 6   | Coalició |